# Alexander Petrowitsch Tscherepanow
Alexander Petrowitsch Tscherepanow (russisch Александр Петрович Черепанов; * 15. August 1932 in Swerdlowsk, heute Jekaterinburg) ist ein ehemaliger russisch-sowjetischer Eishockeyspieler.

## Karriere
Während seiner Karriere spielte Alexander Tscherepanow bei HK Dynamo Swerdlowsk und ZSKA Moskau. Insgesamt erzielte er 123 Tore in 208 Spielen in der sowjetischen Liga.

### International
Seine internationale Karriere wurde mit den Silbermedaillen bei der Weltmeisterschaft 1957 und 1958 gekrönt. Für die sowjetische Nationalmannschaft erzielte Tscherepanow dabei 9 Tore in 14 WM-Spielen.

## Erfolge

### Sowjetunion
| - 1952 Sowjetischer Vizemeister mit ZDSA Moskau - 1953 Sowjetischer Vizemeister mit ZDSA Moskau - 1954 Sowjetischer Vizemeister mit ZDSA Moskau - 1954 Sowjetischer Pokalsieger mit ZDSA Moskau - 1955 Sowjetischer Meister mit ZDSA Moskau - 1955 Sowjetischer Pokalsieger mit ZDSA Moskau | - 1956 Sowjetischer Meister mit ZDSA Moskau - 1956 Sowjetischer Pokalsieger mit ZDSA Moskau - 1957 Sowjetischer Vizemeister mit ZSK MO Moskau - 1958 Sowjetischer Meister mit ZSK MO Moskau - 1959 Sowjetischer Meister mit ZSK MO Moskau - 1960 Sowjetischer Meister mit ZSKA Moskau |

### International
- 1957 Silbermedaille bei der Weltmeisterschaft
- 1958 Silbermedaille bei der Weltmeisterschaft

Goldmedaille bei der Europameisterschaft